# Laurence Professor of Ancient Philosophy
Der Laurence Professor of Ancient Philosophy in der Faculty of Classics der Universität Cambridge ist eine Professur, die am 5. Dezember 1930 neben anderen akademischen Positionen aufgrund einer Stiftung aus dem Nachlass des Klassischen Philologen, Juristen und Richters Sir Perceval Maitland Laurence für ihren ersten Inhaber, Francis MacDonald Cornford, eingerichtet wurde. Sie ist ausschließlich auf die antike Philosophie ausgerichtet und der älteste Lehrstuhl in dieser Spezialisierung weltweit. Eine weitere Professur aus dieser Stiftung ist der Laurence Professor of Classical Archaeology.

## Bisherige Laurence Professors of Ancient Philosophy
- Francis Macdonald Cornford (1930–1939)
- Reginald Hackforth (1939–1952)
- William Keith Chambers Guthrie (1952–1973)
- Gwilym Ellis Lane Owen (1973–1982)
- Myles Frederic Burnyeat (1984–1996)
- Gisela Striker (1997–2000)
- David Neil Sedley (2000–2014)
- Gábor Betegh (seit Oktober 2014)